# Kendermag Egyesület
A Kendermag Egyesület egy 2002 és 2011 között működő magyarországi nonprofit civil szervezet volt, mely céljául elsősorban a könnyű drogok legalizálását, és minden drog dekriminalizálását tűzte ki. Elnöke Felső László, alelnökei: Juhász Péter, Borszéki Attila, titkára: dr Fazekas Tamás.

## Célok és eszközök
2002-ben alakult meg. A drogtörvények átgondolására, felülvizsgálására és módosítására kívánják rábírni a politikai döntéshozókat, a következő alapelvek érvényesítésével:
- a drogjelenség teljes megszüntetése helyett reálisabb és pragmatikusabb stratégiai célok kitűzése, így például a drogok esetleges káros hatásainak minimalizálása
- a büntetőjog csupán végső eszközként használható, tömeges represszív alkalmazása elvetendő
- az állampolgárok szabadságjogait az állam nem korlátozhatja saját egészségükre és jólétükre való hivatkozással, ugyanakkor az állampolgárok számára biztosítania kell a tájékozott döntéshozatal feltételeit
- az egyes drogok reális egészségügyi és társadalmi kockázatainak felmérése alapján kell döntést hozni azok szabályozásáról, figyelembe véve az adott szabályozási forma hatásait is
- a feketepiac minimalizálására elsősorban a törvényes szabályozási formák megteremtésével kell törekedni, az operatív és büntetőjogi eszközöket csak abban az esetben lehet alkalmazni, ha minden más megoldási forma alkalmatlannak bizonyul

Az Egyesület célja eléréséhez elsősorban a következő eszközöket kívánja igénybe venni: 
- információk széles körű gyűjtése és terjesztése
- szakmai és tudományos tanácskozások és viták szervezése
- konferenciák, találkozók és gyűlések rendezése
- könyvek, újságok kiadása
- cikkek, közlemények publikálása
- nemzetközi szervezetekkel való kommunikáció
- az internet által kínált lehetőségek kihasználása

Az Egyesület alapszabályát 2006-ban módosították. E szerint a kenderszármazékok esetében legalizációra szabályozott piacra, más kábítószerek esetében pedig dekriminalizációra van szükség. Az Egyesület szerint a kábítószerpiacról az állam teljesen kivonult, így az bűnözők felügyelete alatt áll, ezért arra akarják az államot rávenni, hogy törvényekkel, a piacról vett szabályokkal, az állam maga alakítsa és ellenőrizze ezt a piaci szegmenst.

## Tevékenység
Több rendezvényt is tartottak Budapesten a nemzetközi Million Marijuana March keretében:
- 2003-ban a Vörösmarty téren
- 2004-ben a Kossuth téren
- 2005-ben és 2006-ban a Margit-szigeten (utóbbi előtt megjelent Népszabadság cikk)
- Az Egyesület 2004. januárban egy szakmai konferenciát szervezett, amelyen a drogszakma legelismertebb képviselői ötszáz fős közönség előtt közelítették álláspontjukat, olyan sikeresen, hogy onnantól az Egyesület véleményéhez szakemberek és ismert művészek, médiaszemélyiségek és több ezer szimpatizáns is csatlakozott.
- 2005 márciusában önfeljelentő akcióra szólították fel híveiket, (Polgári Engedelmességi Mozgalom). Az első alkalommal az Egyesület három vezetője (Felső László, Juhász Péter és Bohus Péter) kamerák és újságírók gyűrűjében az ORFK Teve utcai székházába besétált, és drogfogyasztás miatt feladta magát[halott link]. Ennek célja az volt, hogy felhívják a társadalom figyelmét a törvények tarthatatlan voltára, és az is céljuk volt, hogy így tiltakozzanak az egyre gyakoribb diszkórazziák ellen.
- A mozgalom egyik elindítója Juhász Péter, 2006. januári tárgyalására egy másfél méteres kendernövénnyel érkezett, amit a tárgyalás berekesztését követően szabadon haza is vitt. Az önfeljelentés után számos híresség szolidaritásáról biztosította az Egyesület tagjait.
- A Kendermag Egyesület márciusban a Pesti Központi Kerületi Bíróság előtt tüntetett, mert a jogbiztonság elvével nem férhet össze az, hogy a rendőrség és az ügyészség teljesen következetlenül jár el az önfeljelentő droghasználókkal szemben.
- Nyílt levélben cáfolták Dávid Ibolya parlamenti felszólalásában állítottakat 2006. június 30-án
- 2006. szeptember 9-én a Kultiplex nevű budapesti szórakozóhelyen tartott rendezvényén az Egyesület tagjai nyilvános beszélgetésen vázolták fel a hazai droghelyzetet és annak kilátásait, valamint ezzel kapcsolatos céljaikat. Továbbá megrendezték az első magyarországi joint-tekerő versenyt, melyen mind a gyorsaságot, mind a kinézetet is pontozták.
- 2006. szeptember 12-én, szintén a vizeletmintás drogszűrés és az ismét gyakorivá váló drograzziák ellen tiltakozva saját vizeletmintájukat adtak volna át Gyurcsány Ferencnek, de a küldeményt a miniszterelnök munkatársai visszautasították.
- A kazincbarcikai diszkórazzia elleni tiltakozásképpen 2006. szeptember 15-én nagy mennyiségű vizeletmintát vittek el a kazincbarcikai rendőrségre is, hogy rámutassanak a razzia és a vizeletmintára kényszerítés megalázó és abszurd mivoltára. A küldeményt a helyi rendőrség nem fogadta el, így az Egyesület nekik is kipostázta a több mint száz üvegcsében összegyűjtött küldeményt.
- A Kendermag Egyesület 2007-ben, 2008-ban és 2009-ben is csatlakozott a Million Marijuana March nevű nemzetközi rendezvénysorozathoz, és a Margitszigeten zenés piknikeket szervezet, amelyeken tiltakoztak az aktuális drogtörvények ellen.
- 2009 márciusában a Kendermag Egyesület csatlakozott a Társaság a Szabadságjogokért nevű jogvédő szervezet rendezvényéhez. Bécsben az ENSZ kábítószerügyi konferenciáján tiltakoztak az ENSZ drogpolitikája ellen.
- 2009 áprilisában a Kendermag Egyesület a margitszigeti Hajós Alfréd Sportuszodában szolidaritási akció t szervezett Michael Phelps mellett, akit drogfogyasztásáról készült fotók miatt a nemzetközi média arra kényszerített, hogy bocsánatot kérjen, majd a 14-szeres olimpiai bajnokot eltiltották.
- 2011-ben megszűnt.

## Jövőbeni tevékenység
Az Egyesület állítása szerint a jövőben több ún. "Kendermag Est" lesz megtartva különböző szórakozóhelyeken.